# Карлайл (Іллінойс)
Карлайл (англ. Carlyle) — місто (англ. city) в США, в окрузі Клінтон штату Іллінойс. Населення — 3253 особи (2020).

## Географія
Карлайл розташований за координатами 38°37′20″ пн. ш. 89°22′31″ зх. д. / 38.62222° пн. ш. 89.37528° зх. д. (38.622336, -89.375278).  За даними Бюро перепису населення США в 2010 році місто мало площу 8,72 км², з яких 8,72 км² — суходіл та 0,00 км² — водойми.

## Демографія
Згідно з переписом 2010 року, у місті мешкала 3281 особа в 1354 домогосподарствах у складі 877 родин. Густота населення становила 376 осіб/км².  Було 1465 помешкань (168/км²).
Расовий склад населення:
| - 95,2 % — білих - 2,7 % — чорних або афроамериканців - 0,9 % — азіатів |

До двох чи більше рас належало 0,6 %. Частка іспаномовних становила 1,3 % від усіх жителів.
За віковим діапазоном населення розподілялося таким чином: 21,1 % — особи молодші 18 років, 58,8 % — особи у віці 18—64 років, 20,1 % — особи у віці 65 років та старші. Медіана віку мешканця становила 41,0 року. На 100 осіб жіночої статі у місті припадало 94,3 чоловіків;  на 100 жінок у віці від 18 років та старших — 91,7 чоловіків також старших 18 років.
Середній дохід на одне домашнє господарство  становив 66 517 доларів США (медіана — 60 492), а середній дохід на одну сім'ю — 79 037 доларів (медіана — 75 471). За межею бідності перебувало 9,2 % осіб, у тому числі 5,8 % дітей у віці до 18 років та 21,9 % осіб у віці 65 років та старших.
Цивільне працевлаштоване населення становило 1688 осіб. Основні галузі зайнятості: освіта, охорона здоров'я та соціальна допомога — 17,3 %, роздрібна торгівля — 15,5 %, будівництво — 15,2 %.